# Burkina Faso en los Juegos Paralímpicos de Río de Janeiro 2016
Burkina Faso estuvo representada en los Juegos Paralímpicos de Río de Janeiro 2016 por un deportista masculino. El equipo paralímpico burkinés no obtuvo ninguna medalla en estos Juegos.